# Сказание о перенесении образа Николы Чудотворца из Корсуня в Рязань
Сказание о перенесении образа Николы Чудотворца из Корсуня в Рязань — агиографическое произведение, посвященное чудесам от иконы Святителя Николая Мирликийского (Николы Зарайского). Читается в составе рукописных сборников XVI—XVIII веков.
Рассказывает о перенесении образа в 1225 году иереем Евстафием Ракой из Корсуня (Херсонеса) в Рязань. Образует единое целое со следующей за ним «Повестью о разорении Рязани Батыем».
Исследования, проведенные А. Б. Мазуровым в 10-20-х годах XXI века позволяют утверждать, что  в основе «Сказания», несмотря на его позднее происхождение и наличие недостоверных деталей, лежат реальные факты. Они сохранились благодаря устному преданию, бытовавшему в священническом роду потомков Евстафия Корсунского, служивших при почитаемой иконе.
В рукописных сборниках «Сказание» является частью группы текстов, посвященных Зарайскому образу святителя Николая, именуемой в научной литературе «Повести о Николе Заразском» или «Заразский цикл». Состав Цикла от сборника к сборнику колеблется, и в своем наиболее полном варианте включает: «Сказание о перенесении образа Николы Чудотворца из Корсуня в Рязань», описывающее события 1225 года, «Повесть о разорении Рязани Батыем» — события 1227 года, «Коломенские чудеса» — чудеса от иконы произошедшие в 1521 и 1531 годах, «Род поповский» — список иереев, служивших при иконе с момента ее перенесения и доведенный до 1561 либо до 1615 года, «Повесть об убиении Батыя» (мифическая гибель Батыя от рук венгерского короля Владислава).

## Содержание
Святой Николай явился «в привидении» служителю своему Евстафию Раке и внушил ему взять чудотворный образ, супругу свою Феодосию и сына Евстафия и идти из Корсуня «на восток», в Рязанскую землю: «Тамо хощу быти и чюдеса творити, и место прославити». По предписанию святого, Евстафий идет в устье Днепра, садится в корабль и добирается до «моря Варяжского», далее сразу попадает «в Немецкия области» город Кесь. «Мало пребыв» в нем, Евстафий уже «сухим путем» отправляется в Новгород Великий. Сотворив в Новгороде «великие чудеса», икона ведет далее Евстафия в Рязанскую землю.
Видением является Чудотворец во сне князю Федору Юрьевичу Рязанскому, веля ему идти «во сретение» корсунского образа и обещая «венец царствия небесного» ему самому, его жене и сыну. Находясь в сильном недоумении (поскольку он тогда еще не состоял в браке), князь Федор тем не менее поспешил навстречу образу и увидел издалека блистание «неизреченного света». Припав к чудотворному Николину образу «любезно сокрушеным сердцем и испущая слезы от очию», Федор Юрьевич переносит икону в некую «область свою». Узнав о приходе чудотворного образа, «область» сына посещает сам великий князь Юрий Ингоревич Рязанский с епископом Евфросином и, «наполнився радости о преславных чюдесех», строит храм во имя Николы Корсунского. Перенесение иконы датировано 1225 годом.
«Не по мнозех летех» князь Федор Юрьевич вступает в брак, взяв супругу «от царьска роду» именем Евпраксию, и у них рождается сын. Далее повествуется о том, как сбылось пророчество святого Николы. В 1237 году был убит благоверный князь Федор Юрьевич от безбожного царя Батыя, и услышав эту страшную весть, царевна Евпраксия бросилась из «превысокого храма своего» с сыном Иваном и «заразися до смерти».
К «великому чюдотворцу Николе Корсунскому» приносят тело князя Федора, хоронят с женой и сыном, а над их могилами ставят «кресты каменны». «И от сея вины»,— говорится в заключение, великий чудотворец Никола зовется Заразский, потому что благоверная княгиня Евпраксия с сыном князем Иваном «сама себе зарази».

## Иконография Зарайского образа святителя Николая

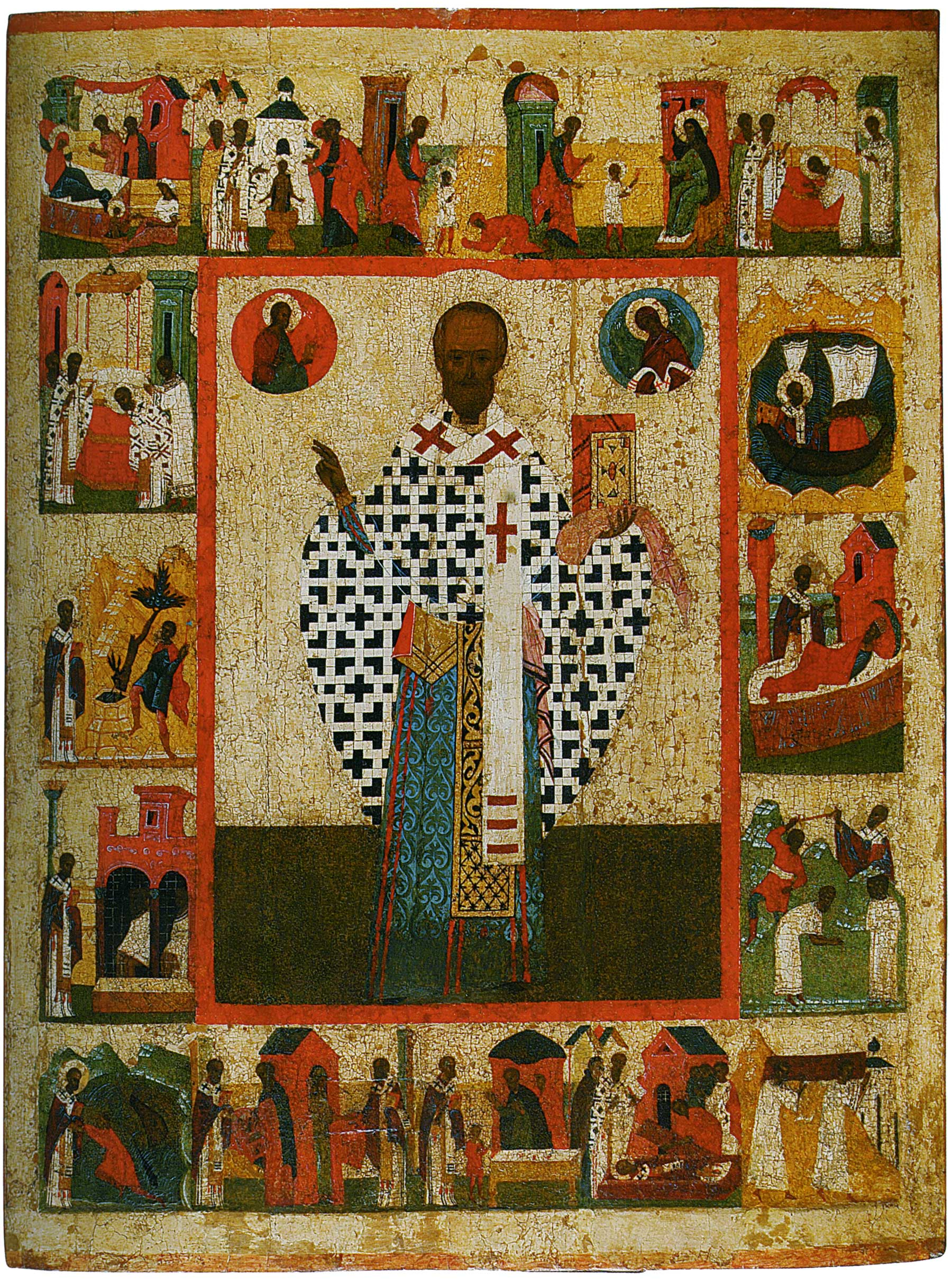
Икона Святитель Николай Мирликийский (Никола Зарайский), с житием. Никольский собор, Зарайск, Россия.

Иконографический тип Никола Зарайский представляет собой святителя, изображенного в рост в фелони с омофором, держащего Евангелие в левой руке и благословляющего правой (именословным благословением). Житийные клейма воспроизводят эпизоды жития святителя Николая в изложении преподобного Симеона Метафраста.
Почитаемая икона «Святитель Николай Мирликийский (Никола Зарайский), с житием» находится в Иоанно-Предтеченском соборе города Зарайска Московской области. До начала XX века она считалась перенесенным из Корсуня (Херсонеса) подлинником, однако является списком, созданным около 1513 года. Подлинник утрачен, вероятно при пожаре Никольского храма в 1527 году, устроенного крымским князем Алаем.
До революции 1917 года она находилась в Никольском
соборе Зарайского кремля постройки 1681 года, составляя его самую главную святыню и храмовый образ. Известно, что именно эта икона в начале XVII столетия почиталась как чудотворная (а не как список), и именно на нее по повелению Василия Шуйского был изготовлен золотой оклад.
Среди историков и искусствоведов нет единого мнения о происхождении иконографии Николы Зарайского и времени зарождения ее культа.

## Текстология

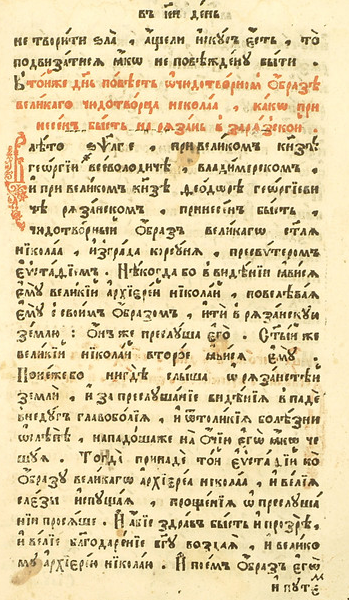
Пролог 1662 года. Дата 28 июня

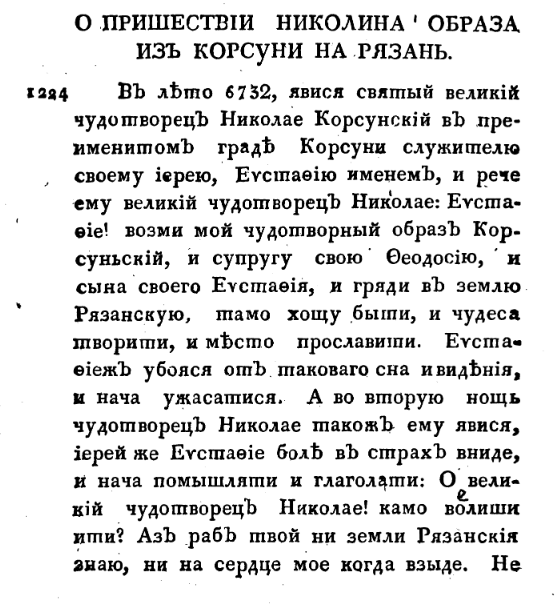
Русский Времянник 1790 года издания. О пришествии Николина образа из Корсуни в Рязань

«Заразский цикл» неоднороден по своему составу и является сводом текстов, связанных иконою Николы Зарайского.
Д. С. Лихачевым были выделены следующие редакции: основная А (отсутствует дидактическое вступление), основная Б (имеется небольшое
дидактическое вступление перед рассказом о нашествии Батыя), хронографическая, редакция святцев, особая (стрелецкая), проложная, воинская, редакция типа
«сказания», риторическая, церковная и распространенная. Также существуют переделки XIX века.
Церковная редакция приспособлена для нужд богослужения. В ней изъята вся «воинская» часть, а обязательными являются «Сказание о перенесении образа Николы Чудотворца из Корсуня в Рязань», рассказ о самоубийстве Евпраксии и «Коломенские чудеса».

### Рукописные списки
Существует один рукописный список XVI века (основная редакция А) и более ста списков XVII—XVIII веков, входящих в состав как агиографических сборников и Святцев (редакция святцев), так и Хронографов (хронографическая редакция), в том числе Хронографа 1599 года и Хронографа Сергея Кубасова.
Самый древний список, датируемый 1573 годом, входит в состав рукописного сборника из собрания книг Иосифо-Волоцкого монастыря. Этот сборник был выполнен при Рязанской епископской кафедре по заказу Рязанского владыки Леонида Протасьева, ставшего впоследствии игуменом Иосифо-Волоколамского монастыря.
В XVII веке текст «Повестей о Николе Заразском» подвергся множеству переработок. Он переписывается в большом числе экземпляров. Происходит дифференциация на светский и церковный варианты. В результате переработок происходит сближение с фольклором, а воинские эпизоды сближаются с былинной традицией.

### Первые печатные издания

#### В составе «Пролога» (1662 год)
В XVII веке на Московском Печатном дворе массовым тиражом начинается печать самой распространенной рукописной богослужебной книги — Пролога, состоящей из кратких жития и поучений святых отцов на каждый день года. Всего было выпущено 10 изданий. Начиная с 4-го издания 1662 года под датой 28 июня появляется «Повесть о чюдотворном образе великаго чюдотворца Николая, како принесен бысть на Рязань в Заразском» (проложная редакция). При добавлении в Пролог исходный текст подвергся сильной переработке и сокращению.
С момента выпуска печатного Пролога с «Повестью о Николе Заразском» и вплоть до XIX века его текст с незначительными изменениями переписывается в рукописные сборники.

#### В составе «Руского Времянника» (1790 год)
В более полном объеме «Повести о Николе Заразском» стали доступны после печати в 1790 году в Московской синодальной типографии книги «Русский Времянник, сиречь Летописец, содержащий российскую историю» (в 1820 году выходит его вторая редакция). В этой книге текст Повестей был искусственно пригнан к остальному содержанию и перебит в ряде мест вставками из летописей.
Как выяснил во второй половине XX века А. Н. Насонов, Русский Времянник является выборкой из Чертковской рукописи. Сама же Чертковская рукопись создана между 1615—1630 годами как компиляция из Хронографа 1533 года, с привлечением материала из Хронографов других редакций.
«Повести о Николе Заразском» широко использовались Н. М. Карамзиным, однако его знакомство с текстом ограничивались «Русским Временником».

#### Временник Московского Общества Истории и Древностей Российских (1852 год)
В 1852 году текст повести о Николе Заразском под заголовком: «Приход чудотворного Николина образа Зарайского» был издан В. М. Ундольским (с пометкой «взято из рукописного сборника XVI столетия») во Временнике Московского общества истории и древностей российских по рукописи, хранящейся сейчас в Российской национальной библиотеке в Погодинском собрании под номером 1594. В научный оборот этот текст не вошел.

#### Сводный текст Срезневского (1876 год)
Во второй половине XIX века пересказы церковной редакции «Повестей» появляются в книгах, посвященных образу Николы Зарайского.
Внимание ученых сосредотачивается на «Повести о Николе Заразском» после ее издания в 1867 году Срезневским И. И. в сборнике «Сведения и заметки о малоизвестных и неизвестных памятниках». Срезневский используя несколько доступных ему списков, издал сводный текст, восстановленный им самим посредством выборок то из одного, то из другого списка одновременно. Более того им была опущена вся первая часть о перенесении образа из Корсуни в Рязань.
Все дальнейшие публикации «Повестей» в печатных изданиях вплоть до выхода в 1947 году работы Комаровича ограничивались простой перепечаткой выработанного И. И. Срезневским сводного текста. В таком виде "Повесть" вошла, например, в «Хрестоматию для изучения истории русской словесности» В. Саводника  и в «Хрестоматию по древней русской литературе (XI—XVII века)» Н. К. Гудзия.

### Время создания Заразского цикла
У ученых медиевистов нет единого мнения по вопросу о времени создания «Заразского цикла». Часть медиевистов, в основном это ученые-филологи, считают что произведения цикла созданы в разное время, причем наиболее древним они считают «Повесть о разорении Рязяни Батыем», относя дату его создания вплоть до 1270-х годов.
Другая часть, в основном это ученые-историки, считают «Сказание о перенесении Николина образа из Корсуня в Рязань» и «Повесть о разорении Рязани Батыем» единым произведением, созданным в XV—XVI веках.
Хотя изучение «Заразского цикла» началось еще в XIX веке, но оно носило эпизодический характер. Публиковались или случайные списки или компиляции из различных списков, зачастую даже без указания шифров привлекаемых рукописей. Поэтому эти исследования научными назвать нельзя. Научные же исследования цикла начались в 40-х годах XX века с работы В.Л. Комаровича. Он на основе 12 известных ему списков выделил восемь редакций. В 1949 году исследования были продолжены Д.С. Лихачевым, который ввел в научный оборот большое число списков, разработал их классификацию и опубликовал различные редакции.
Филологом И. А. Евсеевой-Лобаковой с 80-х годов XX века по 20-е года XXI века была проведена большая работа по поиску и введению в научный оборот новых списков Повестей.

#### Гипотеза Д. С. Лихачева (1949 год)
По представлениям Д. С. Лихачева «Цикл повестей о Николе Заразском» сложился из разновременных произведений и не имеет единого автора. Древнейшей является «Сказание о перенесении образа Николы Чудотворца из Корсуня в Рязань», созданной в середине XIII века, а «Повесть о разорении Рязани Батыем» в своей основе была создана в первой половине XIV века и окончательный вид получила в конце XIV — начале XV века.
Филолог И. А. Евсеева-Лобакова, придерживающаяся гипотезы Д. С. Лихачева относит время создания «Повести о разорении Рязани Батыем» к 70-м годам XIII века.

#### Гипотеза А. В. Поппэ (1983 год)
В 1983 году появилась работа польского историка А. В. Поппэ, посвященная культу Зарайской иконы святителя Николая. А. В. Поппэ отрицал доказательность предположений о существовании возникшего с XIII века культа Зарайской иконы святителя. Основанием для такого резко критического взгляда послужило отсутствие в других источниках каких-либо сведений о данном культе.
Он считал, что «Сказание о перенесении образа Николы Чудотворца из Корсуня в Рязань» было создана после 1531 года, а Цикл как единое целое был оформлен в 1560 году. Вопрос о времени создания его отдельных частей он оставил открытым.

#### Гипотеза Б. М. Клосса (2002 год)
В 2002 году появилась работа Б. М. Клосса, где он критикует существующую археографическую разработку списков «Заразского цикла», сделанную в 1949 году Д. С. Лихачевым и приводит новое археографическое описание и новую классификацию. Опираясь на текстологические исследования Б. М. Клосс выдвигает гипотезу о летописных источниках Повестей и времени его создания.
По Клоссу все части памятника написаны в одно время и одним автором. Временем создания памятника он считает 1560 год, а источниками, которыми пользовался составитель были Новгородская IV летопись, Московский Свод 1479 года, хронографическая статья «Царие царствующие в Константинеграде», рязанские легенды и родословие Никольских попов.
Гипотеза Б. М. Клосса подверглась резкой критике со стороны И. А. Лобаковой .

## Происхождение иконографии Николы Зарайского
Существует две полярные точки зрения на саму возможность существования древнего чудотворного образа Николы Зарайского.
Одни исследователи считают, что иконографии Николы Зарайского восходит к реально существовавшему прототипу — византийской иконе первой четверти XIII века, принесенной из Херсонеса. Другие полагают, что почитаемой с рубежа XV—XVI веков стала одна из многих реально существовавших икон типа Николы Зарайского.

#### Гипотеза позднего происхождения (XV—XVI век)
По мнению сторонников этой гипотезы, к числу которых относится А.В. Поппэ, почитание иконы Николы Зарайского началось с 1515 года в Коломне. Новый масштаб этому культу придал
Василий III, возведя икону в разряд государственных святынь.
После окончания постройки Зарайского кремля в 1531 году одной конкретной иконе, представлявшей распространенный к тому времени иконографический тип задним числом была приписана корсунская родословная.
Основанием для этой гипотезы являются:
- поздняя датировка текста «Повестей о Николе Заразском», созданных в целостном виде около 1560 года
- легендарность почти всех «корсунских древностей». В работе[63] доказывается их позднее происхождение и легендарность
- в этот своего рода «исторический мираж» хорошо вписывается и исчезнувшая в XVI—XVII веках корсунская икона Николы Зарайского[7]
- позднее происхождение города Зарайска. Выяснилось, что город, называвшемся на протяжении всего XVI века Никола Заразский возник только после окончания строительства Зарайского кремля в 1531 году[7]

#### Гипотеза раннего происхождения (XIII век)
Однако большая группа искусствоведов
придерживается мнения о существовании чтимого прототипа — древней иконы Николы Корсунского (Заразского) XIII века, так как в XIV — начале XVI веков в иконописании Новгорода, Северо-Восточной Руси, Ростова и Рязани была распространена иконография Николы Зарайского. Устойчивость этой иконографии на протяжении более двух столетий свидетельствуют о существовании чтимого прототипа. Этот сильный теоретический аргумент, тем не менее, слабо подтвержден источниками. В частности,
выпадает весь XIII век, икон типа Николы Заразского от которого не сохранилось.
Контраргументом факту позднего возникновению города Зарайска (используемого сторонниками гипотезы позднего происхождения иконы) стали археологические изыскания, проводившиеся в нулевых годах XXI века, которые показали, что на месте города Зарайска в XII—XIV веках существовало сельское поселение (погост), которое возродилось в конце XV — начале XVI века и которое впервые упоминается в письменных источниках в 1509—1510 годах. Туда теоретически могла быть перенесена икона Николы Корсунского.

#### История топонима Зарайск. Исследования И. Г. Добродомова (2004 год)
Первое специальное разыскание о происхождении названия Зарайск было опубликовано анонимно в середине XIX века в газете «Северная пчела» от 22 августа 1846 года под заголовком «Происхождение названия города Зарайска и его достопримечательности», в которой со ссылкой на «Русский времянник, сиречь летописец», где впервые были напечатаны значительные отрывки из «Повести о Николае Заразском», рассказывается легенда о том, как заразилась (убилась) княгиня Евпраксия во время завоевания города монголами, и с выводом о том, что

 …с того времени место мученической кончины Евпраксии стало называться Заразом (убоем), «сообщившим впоследствии свое имя самому городу, в котором случилось это происшествие»

Здесь фактически пересказывается «История государства Российского» Н.М. Карамзина
«С того времени сие место, в память её, называлось заразом или убоем», который довольно свободно пересказал текст «Повести о Николае Заразском» по первому изданию (1790 год) «Русского временника», где сказано:

… и от сея вины зовется Чудотворец Николай Заразский, яко ту Евпраксия с сыном своим сама себя зарази

Современные популяризаторы также придерживаются этой легенды, хотя в самой легенде речь идет не о названии города, а об изменении названия чудотворной иконы Николая Корсунского.
В 2004 году профессор И. Г. Добродомов провел специальные топонимические разыскания, где четко разъяснил историю топонима Зарайск в связи с эволюцией названия иконы. Большое количество предположений о происхождении названия Зарайск, существующих в научной и околонаучной литературе, не может быть признано удовлетворительным, поскольку в них обычно нарушаются элементарные принципы топонимических исследований.
В своей работе И. Г. Добродомов продемонстрировал историческую эволюцию названия конкретного иконного образа: Никола Корсунский -> Заразский -> Зараский -> Зарайский. До этого очень трудно было объяснить переименование Николы Корсунского в Зарайского.
Свое первоначальное название Никола Корсунский икона получила по месту, откуда была привезена. Храм для иконы был построен в урочище Заразы на берегу реки Осетр. Географический термин «заразы» по В.И. Далю — «изрытое или самое неровное овражистое место». Никольская церковь и размещенная в ней чтимая икона получили названия Заразских по месту своего нахождения. Эти названия впервые зафиксированы в источниках 1509—1510 годов и в рассказах о чудесах 1510-х годов.
Позже благодаря естественному эволюционированию языка термин «Заразск» превратился в «Зараск», и икона стала называться Зараской. Дальнейшее фонетическое и графическое преобразования формы привело к термину Зарайск.

## Текст
Въ лѣто 6730. Приход изъ Корсуня чюдотворнаго Николы образа Заразскаго, како приде из пременитаго града Херсони в предѣлы рязанския въ третье лѣто по Калском побоище. Тогда убито много князей руских. И сташа князи рустии за половець, а побьени быша за Днепром на речке на Хортицы на Калском поле Половецькой земли, на Калках месяца июня въ 16 день.
Въ лѣто 6733. При великом князе Георгии Всеволодовичи Владимерском, и при великом князе Ярославе Всеволодовичи Ноугородцкомъ, и сыне его князе Алексанъдре Ярославичи Невском, и при Рязанском великом князе Юрьи Ингоревиче, принесенъ бысть чюдотворный образ великаго чюдотворца Николы Корсунскаго Заразскаго из преименитаго града Херсони в предѣлы резаньскыа во область благовѣрна князя Федора Юрьевичя Резанскаго. А стоялъ чюдотворный образ во граде Корсуни посреди града близ церкви апостола Иякова брата Богословле. А у сего бо апостола Иякова крестися самодержавный и великий князь Владимер Святославич Киевской и все Руси. А полата была болшая краснаа у чюдотворцева храма сзади олтаря, в ней же гречестии цари веселяшася Василей, Костянтинъ Парфиенитос — православный. Сии бо цари даша сестру свою Анну за великаго князя Володимера Святославича Киевъского и прислаша ю во град Корсунь. Благовѣрная царица Анна не сочтася брака со Владимером Святославичем и нача его молити быти крестьяна. Князь велики Владимеръ Святославичь возлюби совѣт православныа царицы нѣвесты своея и призва епископа Анастаса Корсуньскаго и повеле себя просвятити святым крещением. И по Божию строению в то время разболѣся Владимеръ очима и ничто же не видяше. Епископъ Анастас с попы царьцыны внѣ града Херусони крестиша Владимера и погрузиша его въ святѣй купили и абие прозрѣ. И видѣ Владимеръ, яко воскорѣ исцелѣ, и прослави Бога, и рек: «Во истину велий Богъ христьянескъ и чюдна вѣря ся». Не токма очима прозрѣ и душевныма очима позна Творца своего. Тогда бысть радость велия во граде Корсуни о крещении благовѣрнаго великаго князя Владимера Святославича.
Въ лѣто 6732-го. Явися святый великий чюдотворець Николае Корсунской в приименитом граде Херсунии служителю своему Астафию именем в привидѣнии. И рече ему великий чюдотворець Николае: «Астафие, возми мой чюдотворный образ Корсунски, супругу свою Феодосию и сына своего Остафиа и гряди в землю Резаньскую. Тамо хощу быти, и чюдеса творити, и мѣсто прославити». Остафей убужся от такова видѣниа и нача ужасатися. А во вторую нощь чюдотворець тако же ему явися. Остафей в боли страх вниде, и нача помышляти: «О великий чюдотворець Николае! Камо волиши ити? И аз рабъ твой ни земли Рязаньскыя знах, ни на сердце мое взыде. Не вѣм бо та земля, яко на востокъ, или на запад, или на юг, или на северъ»,— в собѣ помышляше. И в третию нощь чюдотворець явися Остафию, и утыкая в ребра, и веля немедлено ити, яко на восток, и поручаяся его доправити до Рязанскыа земли. Остафей нача трепетен быти от таковаго видѣниа, и мышляше в серцы своем — како остати града Корсуня. И мало позамедли, и абие нападе на нь болѣзнь главная. И от толикие болѣзни абие ослепе, и нападоша на очию его яко чешуя. Остафей же нача скорбѣти и плакатися. И по малѣ нача ум свой собирати, и каятися о них же содѣа. И прилѣжно припаде к чюдотворному образу, и нача плакатися: «О великий чюдотворець Николае, возвеличеный от Господа на небесех и прославленый на землю в чюдесех! Съгрѣших пред тобою, владыко,— не послушах твоего повѣление. Прости мя грешнаго раба своего. Буди воля твоа, яко же изволи». И в той час прозрѣ и быша глава его бѣз болѣзни, а очи его без мозоля, яко же преже. Остафей нача молити всемилостиваго Бога и пречистую его Матерь и великаго чюдотворца Николу, чтобы ему по чюдотворьцеву изволению получити желание свое: доити уречена мѣста Резанския земли. И мыслиша ити вверхъ по Непру, и паки ити за Днѣпръ в Половецкую землю на возстокъ к Рязанскиа земли, уповаше бо на всемилостиваго Бога и пречистую его Матерь, и на великаго чюдотворца Николу, яко той может его съхранити от поганых половець. И не избысся мысль его: великий чюдотворьць Николае явися Остафию и рече ему: «Не полезно ти есть ити чрез землю поганых половець. Иди во устье Днѣпръское в Понтеньское море и сяди в корабль, и доиди моря Варяжского в Немецкия области. И оттуду ити сухимъ путем до великаго Новаграда и паки и до Рязанския земли невозбрано, но и чти приемлемо». Остафей вборзе взя чюдотворное образъ великаго чюдотворца Николы Корсунскаго, и жену свою Федосию, и сына своего Остафия, и единаго от клирик предстатель своих, и забы преименитаго града Херсони, и отрекъся всего имениа, и поиде в путь, яко же чюдотворець изволи, Богу его соблюдающи, а чюдотворець ему путь правяще. Прииде во устье Днѣпрьское и сяди в корабл в Поньтенское море,— се же словет море Руское. И доиде моря Варяжскаго, и паки прииде в Немецкия области во град Кесь, и мало пребы в нем. И поиде оттуду сухимъ путем, и прииде в Великий Новград к великому князю Ярославу Всеволодовичю и сыну его князю Алексаньдру; пребысть ту много дни. Велики чюдотворець Николае нача великие чюдеса творити. И жена же Остафиева Феодосия возлюби Великий Новиград, и не хотя ити во слѣд чюдотворнаго образа, и скрыся от мужа своего. И абие разслабѣ всѣ уды и телеси ея, и быша, яко мертва, и недвижима,— едино дыхание в персех ея быше. И нѣцыи сказаша Остафию, яко жена твоа при смерти. Остафие услыша, яко жена его при кончине живота ея, и припаде к чюдотворному образу, и глаголаше со слезами: «Великий чюдотворець Николае, прости мя, рабу свою, яже ти согреших, яко едина от безумных женъ». И в том часѣ исцелена бысть. Остафей вскоре взя чюдотворный Николин образ, иде в путь свой с великою радостию и славою, и хотя доити желаемаго. И многими денми доидет Рязанскиа земли, и нача помышляти в себе: «О великий чюдотворець Николае, се земля Резанская, камо хощу ити и покой обрести». Остафие согреших в мысли своей, забы прежнаго чюдотворцева видениа и чюдес его. Богъ бо творит чюдеса угодником своим елико хощет.
Великий чюдотворець Николае явися благовѣрному князю Федору Юрьевичю Резанскому и повѣда ему приход чюдотворнаго своего образа Корсуньскаго, и рек: «Княже, гряди во стрѣтение чюдотворнаго моего образа Корсунскаго. Хощу бо здѣ быти и чюдеса творити. И умолю о тобе всемилостиваго и человеколюбиваго владыку Христа Сына Божия — да подарует ти венець царствиа небеснаго, и женѣ твоей, и сынови твоему». Благовѣрный князь Федоръ Юрьевич возбну от сна, и устрашися от таковаго видѣниа, и нача помышляти в тайнем храме сердца своего, яко страхом обьят бысть. И не повѣда ни единому страшнаго видѣния, и нача помышляти: «О великий чюдотворець Николае, како умолиши о мнѣ милостиваго Бога — да сподобит мя венца царствиа небеснаго, и жене моей, и сынови моему: аз бо ни браку сочтася, ни плода чреву не имѣх». И вскоре иде во стрѣтение чюдотворнаго образа, яко же ему чюдотворец повелѣ. И прииде предреченое мѣсто, и увиде издалече от чюдотворнаго образа, яко свѣт неизреченый блистаяся. И припаде къ чюдотворному Николину образу любезно сокрушеным сердцем, и испущая слезы от очию, яко струю. И приа чюдотворный образ, и принесе во область свою. И вскоре посла вѣсть ко отцу своему великому князю Юрью Ингоревичю Резанскому, и веля ему поведати приход чюдотворнаго образа Николина изъ Корсуня града. Великий князь Георгий Ингоревич услыша приход чюдотворнаго Николина образа, и возблагодари Бога и угодника его чюдотворца Николу, яко посѣти Богъ люди своих, и не забы дѣло руку своею.
Князь велики взя собою епископа Ефросима Святогорца, и вскоре поиде во область сыну своему князю Федору Юрьевичю. И увидѣ от чюдотворнаго образа великиа и преславны чюдеса, и радости наполнися о преславных чюдесех. И создаша храм во имя святаго великаго чюдотворца Николы Корсунскаго. И святи ю епископъ Ефросин, и торжествовав свѣтло, и отъиде во свой град.
Не по мнозе же лѣтех князь Федоръ Юрьевич сочтася браку, и поят супругу от царьска рода именем Еупраксѣю. И помалѣ и сына роди имянем Иоана Посника.
 
Въ лѣто 6745. Убиен бысть благовѣрный князь Федоръ Юрьевич Рѣзанский от безбожнаго царя Батыа на рекѣ на Воронежи. И услыша благовѣрная княгиня Еупраксѣа царевна убиение господина своего блаженаго князя Федора Юрьевичя, и абие ринуся ис превысокаго храма своего и сыном своимъ со князем Иваном Федоровичем, и заразишася до смерти. И принесоша тѣло блаженаго князя Федора Юрьевича во область его к великому чюдотворцу Николе Корсунскому, и положиша, и его благовѣрную княгиню Еупраксѣю царевну, и сына их князя Ивана Федоровича во едином мѣсте, и поставиша над ними кресты камены. И от сея вины да зовется великий чюдотворець Николае Зараский, яко благовѣрнаа княгиня Еупраксѣа с сыном князем Иваном сама себе зарази.
В год 6730 (1222). Прибытие из Корсуни чудотворного образа Николы Заразского: как прибыл из преславного города Херсонеса в рязанские пределы на третий год после Калкского побоища. Тогда убито было много князей русских. И встали князья русские за половцев, а побиты были за Днепром на речке на Хортице на Калкском поле Половецкой земли, на Калках, месяца июня в шестнадцатый день.
В год 6733 (1225). При великом князе Георгии Всеволодовиче Владимирском, и при великом князе Ярославе Всеволодовиче Новгородском, и сыне его князе Александре Ярославиче Невском, и при рязанском великом князе Юрии Ингоревиче принесен был чудотворный образ великого чудотворца Николы Корсунского Заразского из преславного города Херсонеса в пределы рязанские, в область благоверного князя Федора Юрьевича Рязанского. А стоял тот чудотворный образ в городе Корсуни посреди града близ церкви апостола Якова, брата Иоанна Богослова. А в этой церкви апостола Якова крестился самодержавный и великий князь Владимир Святославич Киевский и всея Руси. А палата была большая красивая у чудотворцева храма позади алтаря, в ней же греческие цари пировали, Василий и Константин Порфирородный — православные. Эти цари выдали сестру свою Анну за великого князя Владимира Святославича Киевского и прислали ее в город Корсунь. Благоверная царица Анна сперва не захотела сочетаться браком с Владимиром Святославичем и стала его умолять стать христианином. Князь великий Владимир Святославич возлюбил совет православной царицы, невесты своей, и призвал епископа Анастаса Корсунского, и повелел просвятить себя святым крещением. И по Божьему промыслу в то время разболелся Владимир глазами и ничего не видел. Епископ Анастас с попами царицыными крестил Владимира вне города Херсонеса, и погрузил его в святой купели, и тот сразу прозрел. И увидел Владимир, что тотчас исцелился, и прославил Бога, и сказал: «Воистину велик Бог христианский, и чудна вера эта». Не только глазами прозрел, но и душевными очами познал Творца своего. Тогда была радость великая в городе Корсуни по случаю крещения благоверного великого князя Владимира Святославича.
В год 6732 (1224). Явился в видении святой великий чудотворец Никола Корсунский в преславном городе Херсонесе служителю своему, по имени Астафию. И сказал ему великий чудотворец Никола: «Астафий, возьми мой чудотворный образ Корсунский, супругу свою Феодосию и сына своего Астафия и иди в землю Рязанскую. Там хочу пребывать, и чудеса творить, и место то прославить». Астафий пробудился от этого видения и стал ужасаться. А во вторую ночь чудотворец снова ему явился. Астафий в еще больший страх пришел и стал думать: «О великий чудотворец Никола, куда велишь идти? Я, раб твой, ни земли Рязанской не знаю, ни в сердце своем не помышляю. Не знаю той земли, на востоке ли, или на западе, или на юге, или на севере»— так про себя думал. И в третью ночь явился чудотворец Астафию, толкая его под ребра, и веля немедленно идти на восток, и обещая проводить его до Рязанской земли. Астафий стал трепетать от такого видения и помышлять в сердце своем — как ему оставить город Корсунь. И стал медлить, и тотчас напала на него болезнь головы, и покрылись глаза его как чешуей. И стал Астафий скорбеть и плакать. И постепенно стал приходить в разум и каяться в том, что сделал. И прилежно припал к чудотворному образу, и заплакал: «О великий чудотворец Никола, возвеличенный Господом на небесах и прославленный на земле чудесами! Согрешил перед тобою, владыко: не послушал твоего повеления. Прости меня, грешного раба своего. Да будет воля твоя, как изволил». И в то же мгновение прозрел и была голова его здорова, а глаза — без бельм, как прежде. Стал Астафий молить всемилостивого Бога, и пречистую его Матерь, и великого чудотворца Николу, чтобы ему по чудотворцеву повелению достигнуть желаемого: дойти до указанного места Рязанской земли. И замыслил пойти вверх по Днепру, и затем снова от Днепра в Половецкую землю на восток к Рязанской земле, надеясь на всемилостивого Бога, и на пречистую его Матерь, и на великого чудотворца Николу, что тот сможет его сохранить от язычников-половцев. И не сбылся замысел его: великий чудотворец Никола явился Астафию и сказал ему: «Не удобно тебе идти через землю язычников-половцев. Иди в устье Днепра в Понтийском море, и сядь в корабль, и доплыви до моря Варяжского в Немецкой области. И оттуда пойдешь сухим путем до Великого Новгорода и далее в Рязанскую область не только беспрепятственно, но и с почетом». Астафий не медля взял чудотворный образ великого чудотворца Николы Корсунского, и жену свою Феодосию, и сына своего Астафия, и одного из клириков приближенных своих, и забыл о преславном городе Херсонесе, и отказался от всего своего имущества, и направился в путь, как чудотворец приказал, охраняемый Богом, а чудотворец ему путь указывал. Пришел в устье Днепра и сел в корабль в Понтийском море,— то море называют морем Русским. И доплыл до моря Варяжского, и далее пошел в Немецкую область в город Кесь, и не долго пробыл в нем. И пошел оттуда сухим путем, и пришел в Великий Новгород к великому князю Ярославу Всеволодовичу и к сыну его князю Александру и пробыл там много дней. Великий чудотворец стал там великие чудеса творить. И жена Астафия Феодосия возлюбила Великий Новгород, и не захотела сопровождать чудотворный образ, и скрылась от мужа своего. И тотчас расслабли все члены и все тело ее, и стала как мертвая, и неподвижной,— только дыхание в груди ее было. И некие сказали Астафию, что жена его при смерти. Астафий услышал, что жена его при смерти, и припал к чудотворному образу, и говорил со слезами: «Великий чудотворец Никола, прости рабу свою, согрешившую пред тобой, как одна из безумных жен». И тотчас же была исцелена. Астафий немедленно взял чудотворный образ Николы, отправился в путь свой с великою радостью и славою, собираясь дойти до желаемого места. И через много дней дошел до Рязанской земли и стал думать: «О великий чудотворец Никола, вот земля Рязанская, куда хочу добраться и покой обрести!» И согрешил Астафий в мыслях своих,— забыл о прежнем обещании в видении чудотворца и чудеса его. Ибо Бог творит чудеса с помощью угодника своего сколько пожелает.
Явился великий чудотворец Никола благоверному князю Федору Юрьевичу Рязанскому, и возвестил ему прибытие чудотворного своего образа Корсунского, и сказал: «Князь, иди встречать чудотворный образ мой Корсунский. Ибо хочу здесь пребывать и чудеса творить. И умолю о тебе всемилостивого и человеколюбивого владыку Христа, Сына Божия — да дарует тебе венец царствия небесного, и жене твоей, и сыну твоему». Благоверный князь Федор Юрьевич встал от сна, и устрашился от такого видения, и стал помышлять в тайном храме сердца своего, будучи объят страхом. И не поведал никому страшного видения, и стал думать: «О великий чудотворец Никола! Как же умолишь обо мне милостивого Бога, чтобы сподобил меня венца царствия небесного, и жену мою, и сына моего: я ведь и в браке не состою, и плода чрева не имею». И тотчас направился встречать чудотворный образ, как ему чудотворец повелел. И пришел в то место, о котором говорили, и увидел издалека как бы неизреченный свет, блистающий от чудотворного образа. И припал к чудотворному образу Николы любовно с сокрушенным сердцем, испуская слезы из глаз, как струю. И принял чудотворный образ, и принес во область свою. И тотчас послал весть отцу своему великому князю Юрию Ингоревичу Рязанскому, веля поведать ему о прибытии чудотворного образа Николы из Корсуня-града. Великий князь Георгий Ингоревич услышал о прибытии чудотворного образа Николы и возблагодарил Бога и угодника его чудотворца Николу за то, что посетил Бог людей своих и не забыл создание рук своих.
Князь великий взял с собою епископа Ефросина Святогорца и тотчас пошел в область к сыну своему князю Федору Юрьевичу. И увидел от чудотворного образа великие и преславные чудеса, и исполнился радости о его преславных чудесах. И создал храм во имя святого великого чудотворца Николы Корсунского. И освятил его епископ Ефросин, и торжествовал светло, и вернулся в свой город.
Спустя немного лет князь Федор Юрьевич сочетался браком, взяв супругу из царского рода именем Евпраксию. И вскоре и сына родил именем Ивана Постника.
В год 6745 (1237). Убит был благоверный князь Федор Юрьевич Рязанский безбожным царем Батыем на реке на Воронеже. И услышала благоверная княгиня Евпраксия-царевна про убиение господина своего блаженного князя Федора Юрьевича, и тотчас ринулась с превысокого дворца своего и с сыном своим с князем Иваном Федоровичем, и убилась до смерти. И принесли тело блаженного князя Федора Юрьевича в область его к великому чудотворцу Николе Корсунскому, и положили его, и его благоверную княгиню Евпраксию-царевну, и сына их Ивана Федоровича в едином месте, и поставили над ними кресты каменные. И зовется с тех пор великий чудотворец Николой Заразским по той причине, что благоверная княгиня Евпраксия с сыном князем Иваном сама себя «заразила» (расшиблась до смерти).

## Архивные источники
- Сборник XVI века //   Отдел рукописей РГБ. Ф. 310. Собр. Иосифо-Волоколамского монастыря. Ед. хр. 523. Л. 229-258. 350 л.

- Хронограф редакции 1599 года, рукопись начала XVII века //   БАН. Ед. хр. 31.6.27.

- Хронограф, рукопись XVII века //   РГБ. Ф. собр. Погодина. Ед. хр. 1448. Л. 199-208.

- Хронограф Сергея Кубасова, рукопись XVII века //   ГИМ. Ф. собр.Уварова. Ед. хр. 1364. Л. 71.

- Святцы с житиями, рукопись XVII века //   РГБ. Ф. собр.Погодина. Ед. хр. 675. Л. 230-232.

- Сборник конца XVII века //   БАН. Ф. собр.Плюшкина. Ед. хр. 38.4.40. Л. 196 об.—198.

- Сборник XVII - XVIII веков. Святцы //   РНБ. Ф. ПДА. Ед. хр. 280. Л. 147.
- Сборник начала - середины XVIII века. Святцы //   РНБ. Ф. Основное собр.. Ед. хр. Q.XVII.212. Л. 371.
- Рукопись первой половины XIX века //   Отдел рукописей РГБ. Ф. собр. Ундольского. Ед. хр. 412. Л. 14-15.

## Печатные издания
- Пролог. Вторая половина (март - август). — 4. — М.: Печатный двор, 1662. — С. 391—391об.. — 970 с.

- Руский времянник, сиречь, Летописец, содержащий российскую историю от 6370/862 лета до 7189/1681 лета : Разделенный на две части. Ч.1. От 6370/862 лета до 6949/1441 лета. — М.: Моск. Синод. тип, 1790. — Т. 1. — 298 с.

- Временник Московского общества истории и древностей российских. — М.: Унив. тип., 1852. — Т. 15. — 388 с.

- Срезневский, И.И. Сведения и заметки о малоизвестных и неизвестных памятниках. — СПб.: тип. Императорской акад. наук, 1867. — 392 с.

- Чудотворный образ [святителя христова и чудотворца] Николы Зарайского / С подлин. рисов. Васильем Селивановым. — М.: тип. Александра Семена, 1860. — 31 с.
- Бочарников С.И. Зарайск. — М.: тип. О. Назаровой,, 1865. — 52 с.

- Саводник В.Ф. Хрестоматия для изучения истории русской словесности. — М.: Тип. И.Н. Кушнерев и К°, 1916.

- Гудзий Н.К. Хрестоматия по древней русской литературе (XI-XVII вв.). — М.: Учпедгиз, 1935.